# 荻島滝尾
荻島 滝尾（おぎしま たきお、文政2年（1819年） - 明治6年（1873年））は、幕末の薩摩藩奥女中。父は荻島専助、母はろく（荻島宗十郎の娘）。旧名まさ。別名・八十路、やま、喜尾。

## 生涯
武蔵国多摩郡宮下村の名主荻島家の分家の出身（母方は本家）。荻島家は旗本川村氏の支配で苗字帯刀、在方縞買として経済活動を行っていたという。しかし幕末頃になると開国による影響もあって、家財は圧迫されていたという。
天保3年（1832年）福井藩江戸藩邸の常盤橋上屋敷の奥向に奉公に出る（主人は松平斉承夫人松栄院か）。弘化5年（1848年）滝島八郎右衛門と結婚し、奉公を辞めて武蔵国上川口村へ移る。嘉永2年（1849年）、出産を経験するが死産し、その翌年には郷里へ帰った。武蔵国柴崎村名主鈴木平九郎は滝島家に戻るよう説得したが聞き入れず、嘉永4年（1851年）に再び福井藩へ出仕し、江戸の神田橋中屋敷へ、さらに嘉永5年（1852年）に薩摩藩の芝屋敷に奉公に出た。八郎右衛門は平九郎を介して帰宅を催促するが、平九郎は逆に離縁の仲介を進め、嘉永6年（1853年）に八郎右衛門と正式に離縁した。
薩摩藩邸では右筆に抜擢され、江戸城大奥や薩摩国の女中と藩邸老女との文書や、天璋院付き老女幾島が藩邸老女小ノ島に宛てた書状などの管理などを務めた。その後、桜田屋敷に奥向が移ると実質老女花川の補佐となり、慶応2年（1866年）に表使となった。明治元年（1868年）、維新がなると辞職し、女中名滝尾を本名として閉居した。墓所は常福寺。
滝尾の残した『八王子荻原家文書』は、江戸城大奥と薩摩藩奥の交流を知ることができる貴重な古文書である。